# MRC Cognition and Brain Sciences Unit
A Cognition and Brain Sciences Unit (em português: Unidade da Cognição e Ciências do Cérebro) é uma filial do Conselho de Pesquisa Médica do Reino Unido, com sede em Cambridge, Inglaterra. O CBSU é um centro de neurociência cognitiva, com a missão de melhorar a saúde humana, compreendendo e aprimorando a cognição e o comportamento em saúde, doença e distúrbio. É um dos maiores e mais duradouros colaboradores para o desenvolvimento da teoria e prática psicológicas.
O CBSU possui seu próprio scanner de ressonância magnética (MRI, 3T) no local, além de um sistema de magnetoencefalografia de 306 canais (MEG) e um laboratório de eletroencefalografia de 128 canais (EEG).
O CBSU tem ligações estreitas com a pesquisa em neurociência clínica na Faculdade de Medicina da Universidade de Cambridge. Mais de 140 cientistas, estudantes e equipe de suporte trabalham em áreas de pesquisa como Memória, Atenção, Emoção, Fala e Linguagem, Desenvolvimento e Envelhecimento, Modelagem Computacional e Métodos de Neurociência. Com instalações dedicadas disponíveis no local, a Unidade possui forças especiais na aplicação de técnicas de neuroimagem no contexto da teoria neuro-cognitiva bem desenvolvida.

## História
A unidade foi criada em 1944 como MRC Applied Psychology Unit. Em junho de 2001, o Grupo de Pesquisa em História da Biomedicina Moderna realizou um seminário de testemunhas para reunir informações sobre a história da unidade.
Em 1 de julho de 2017, a CBU foi incorporada à Universidade de Cambridge. Como parte da Clinical School, a unidade ainda é financiada pelo governo britânico através do Research Councils UK, mas é gerenciada e mantida pela Universidade de Cambridge.

## Lista de diretores
- Kenneth Craik (1944–1945)
- Frederic Bartlett (1945–1951)
- Norman Mackworth (1951–1958)
- Donald Broadbent (1958–1974)
- Alan Baddeley (1974-1997)
- William Marslen-Wilson (1997–2010)[2]
- Susan Gathercole (2011-2018)
- Matthew Lambon Ralph (2018–presente)